# 캐시미어

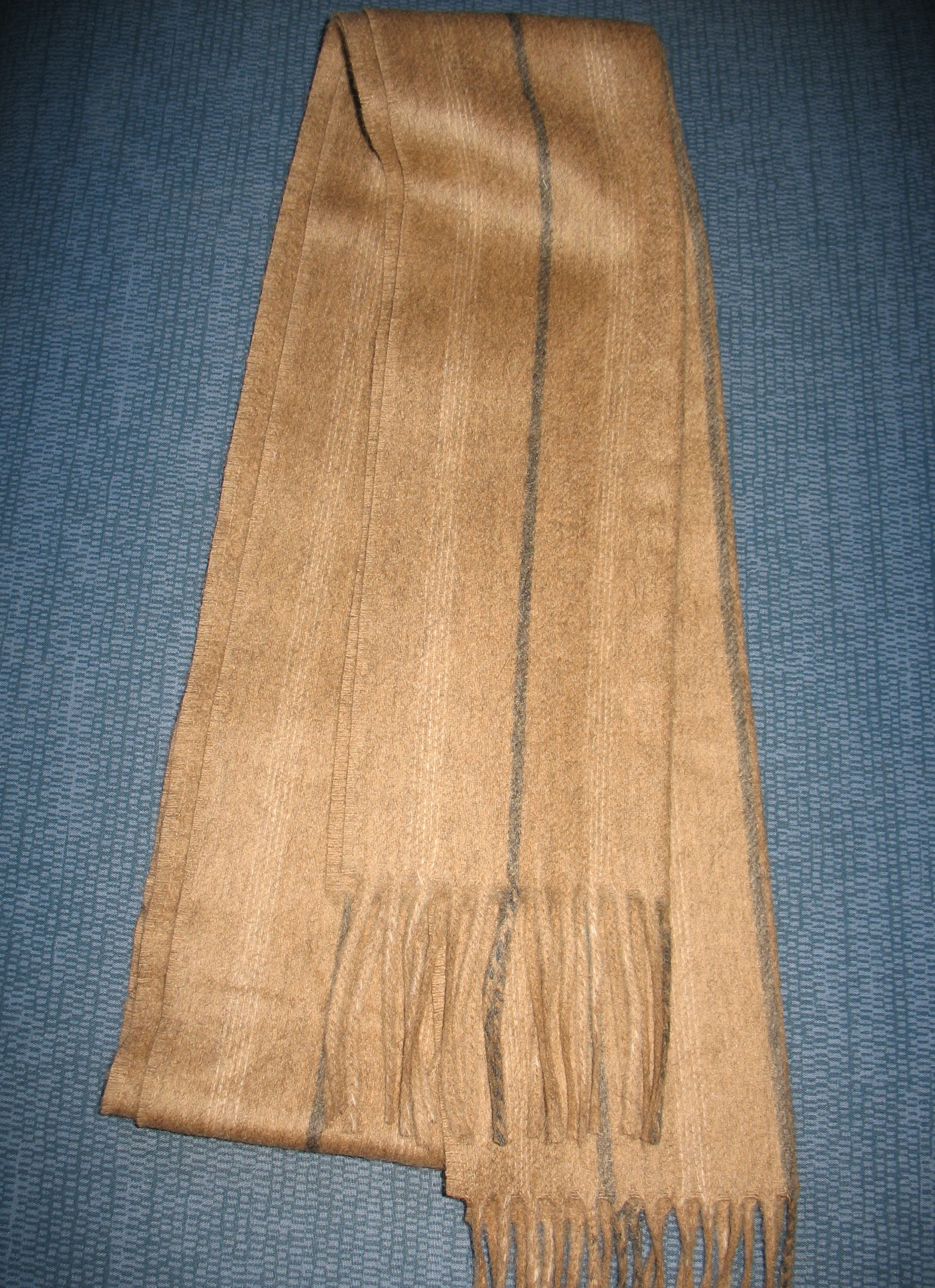
캐시미어

캐시미어(cashmere)는 카슈미르 지방의 캐시미어 산양에서 나는 털실로 짠 부드러운 모직물이다. 보온성이 좋고 윤기가 있어 코트, 스웨터, 드레스, 스카프 등을 만드는 데 쓰인다.